# Тод Филипс
Тод Филипс (енгл. Todd Phillips; Бруклин, 20. децембар 1970) амерички је филмски режисер, сценариста, продуцент и глумац. Његова рана каријера обухватала је претежно режију комедиографских филмова, укључујући филмове Бруцоши у фрци (2000), Старски и Хач (2004) и трилогију Мамурлук у Вегасу (2009),  Мамурлук у Бангкоку (2011) и Мамурлук 3 (2013). 
Такође је написао сатирични комични филм Борат (2006), који је био номинован за најбољи адаптирани сценарио. Касније је написао и режирао психолошки трилер филм Џокер (2019), који је премијерно приказан на 76. Венецијанском међународном филмском фестивалу на којем је добио главну награду, Златни лав. Џокер је наставио да осваја номинације за најбољи филм, најбољег режисера и најбољи адаптирани сценарио, заједно са својим сарадником Скотом Силвером.

## Филмографија
- Џокер: Лудило у двоје — 2024.
- Џокер — 2019.
- Пси рата — 2016.
- Мамурлук 3 — 2013.
- Мамурлук у Бангкоку — 2011.
- Кад водењак пукне — 2010.
- Мамурлук у Вегасу — 2009.
- Школа за преваре — 2006.
- Старски и Хач — 2004.
- Стара школа — 2003.
- Бруцоши у фрци — 2000.